# 闇之盾
《闇之盾 AEGIS IN THE DARK》是由七月鏡一原作、藤原芳秀作畫的日本漫畫作品。於《週刊Young Sunday》2000年48號開始到2006年34號期間進行連載。單行本全26卷。
《曉之盾 AEGIS IN THE DAWN》則是在《週刊Young Sunday》2007年42期開始連載的作品。而後歷經週刊Young Sunday於2008年35期停刊後，轉移至《Big Comic Spirits》增刊〈YS Special〉上連載，2009年完結。單行本全6卷。

## 故事簡介
闇之盾(AEGIS IN THE DARK)中「AEGIS」一詞指的是希臘神話中女神雅典娜所持的盾牌埃癸斯。希臘神話中勇者珀耳修斯將美杜莎的首級取下後獻給雅典娜，而雅典娜將其坎在神盾埃癸斯的中央，從此可以抵禦任何敵人的攻擊。
闇之盾 AEGIS IN THE DARK
以戶籍上已經確定死亡、被稱為闇之盾的最強保鑣「楯 雁人」為主角，在殺手和恐怖份子集團等強敵中獨自保護依賴者的故事。
闇之盾的世界觀以及故事和以同樣的作者和畫者為組合的作品『JESUS』之世界觀和故事背景相同，在相同的世界觀之下，舞台為JESUS之後數年。而以主角JESUS為首的一部分人物也在闇之盾故事中登場。
曉之盾 AEGIS IN THE DAWN
「闇之盾」最終話之後的1年、主角楯 雁人在海外一面保護著依賴者一面追查著宿敵「蝶」的下落，為自己的報仇和命運做一個終結的故事。在本作中，被謎團所包圍的恐怖份子「蝶」的正體慢慢的解明。在作品的時間上，從「闇之盾」第1話開始到本作的第一話中一共經過了七年。同時，在序中更加近一步的把主角和「蝶」的最終決戰之前的場景給描繪出來。本作是描繪從第一話開始倒敘一年間的故事。

## 登場人物

### 主要角色
楯雁人
本作的主角。在黑暗的世界被稱作「守護神之盾（AEGIS之楯）」，如果有罪犯通過測試也會接受其委託的保鑣。在過去的事件中失去了右手臂，以特別訂製的高科技義手替代。以「絕不殺人」作為原則行動。
即使是夏天也穿著防彈纖維製成的大衣。精通各項戰鬥技巧及武器知識，但不使用武器，以鋼之義手與中國武術保護委託人。能以敵方散發出的殺氣判斷子彈的軌跡，再用鋼之義手予以擋下。
前警官，過去曾在日本特殊警察部隊SAT任職。於一次失敗的任務中遭到恐怖份子「蝶」在其背後刻下傾斜的十字刀傷。接著「蝶」並殺害其妻晴美並在其子雅人身上安置炸彈。由雁人親自解除炸彈時失敗導致雅人犧牲並失去其右手臂。因此事件產生「幻肢」的症狀。每當遭遇與爆炸當時相似的猛烈大火，已不存在的右手便會產生強烈劇痛，實則為一種精神上的傷害。
其後為了尋找「蝶」的蹤跡浪跡天涯，在西西里島從前任保鑣「AEGIS」身上習得一切保護委託人的相關技能與一套無名的中國拳法。並繼承了「AEGIS」的稱號。
在資料上顯示於SAT殉職死亡，為法律無法規範的死者亦不受法律的保障。
身處黑暗世界，有著作為「保鑣」保護委託者的一切，與作為「復仇者」追緝著「蝶」的兩種身分。擺盪在這兩種完全相反的生活模式中，尋求通往破曉之處的答案。
雁人的義手
由藍空醫科大學沢渡研究室所製作的電子義手。開發概念是「能抵擋麥格農子彈，並能做出精密動作的義手」。作品中有出現過定期更換新型義手的場景，因為是雁人專用的而沒有特別命名，除了有特別用途的「克倫威爾」和「密涅瓦」。
安娜・黎朵兒（Anna・Riddle）
是雁人在保鏢工作上的經紀人，而且也是雁人最初所保護的對象。日美混血兒，如同「Riddle」的名字一樣，會對於前來Tea Room〝SIREN〞委託保護工作了人出各式各樣的謎語。個人稱此為一種判斷是否接受委託的儀式。
安娜是紐約黑幫哥查．諾斯托勒中大幹部米基路．馬多尼亞的女兒亞美利和日本醫生北神康一私奔至美國所生下的女兒。
雖然是孩子卻有著超越一般成年人智商的高智力。其原因來至哥查．諾斯托勒暗地贊助的秘密醫療組織「注視之眼（Gazer）」曾在美國實行「Code C」計畫，即以合法上市藥物為偽裝秘密執行人體實驗，其目的為提高在母體內胎兒的智力，而後此計畫因胎兒致死率高達90%而中止。安娜恰巧是此人體實驗中幸運存活下來的胎兒之一。因而遭到Gazer的追捕欲將其回收研究，
為了找尋失蹤的父親與解開母親臨死前所遺留下沒有答案的謎語而努力著。
甲斐彰一
畢業於東京大學的警視廳公安部菁英警官，恐怖活動處理專家，階級是警視正。是雁人的亡妻・晴美的親哥哥，也是雁人獨一無二的好友。外表冷靜沉著甚至可說是冷酷無情，不將情緒輕易顯露於外。不過因為其堅守不輕易放棄與犧牲部下的原則，作為現場指揮官深受部屬的愛戴。
在雁人決定投身地下世界追捕「蝶」後，與其交換了「從光與暗的世界一同追緝蝶」「在追捕到蝶之前，我們不會保護對方的性命」「其中一人死了，另一人就踏著對方的屍體繼續前進」的殘酷約定。
蝶
國際通緝的頭號恐怖份子，在黑暗的世界中被稱作「恐怖份子製造者」的人物。也是將雁人全部重視的一切都奪走的人。雖然是東洋人，但現在的身分幾乎不明。在波斯語中，「ファラージャ」代表的是「蝶」的意思。
兼具一流的犯罪者身手以及擁有非常高的影響他人的領袖魅力。不論偶然巧遇或是在自己的計畫下而有著殘酷命運的人，只要被他認定有成為恐怖分子的素質。會在其背上已燒過的刀刻下傾斜的大十字傷痕。
而被他刻下十字傷痕的人為了能夠報復「蝶」，或是想要挑戰世界本身而成為恐怖份子，而這也是他之所以有「恐怖份子製造者」之稱的原因。
雖然像雁人或JESUS一樣在背上被他刻有傾斜十字傷痕的人也不少，但只有雁人以「不殺人」為原則對抗他的這個特例特別有興趣。

### Tea Room〝SIREN〞
作為接受保鑣委託窗口的喫茶店。
來島千尋
雁人的助手，野坂亞紀的姐姐。初次登場時為高中生。
與亞紀共同被遭人陷害失去一切的母親灌輸仇恨與報復思想成長。某天被神秘組織「天使」選上進行作為暗殺者的訓練。但和亞紀不同的是並不贊同母親的復仇理念。被雁人拯救後了解了生命的可貴，以助手的身分留下。
有著開朗的性格，但在接受保鑣的委託時顯得沉著冷靜。另一方面，在作為「保鑣」的自己與接受過訓練覺醒為「暗殺者」的自己之間徘徊。善於使用軍刀作戰，而後仿效雁人在右手套上可抵擋一般子彈的護具作為保護委託人的方式。
經過多次事件後慢慢成為繼承雁人保鑣信念的弟子。雁人不在日本的期間多次獨立解決保鑣的委託，稱雁人為「老師」。
喬邦尼·羅西尼
Tea Room〝SIREN〞的服務生，外表是一位不慍不火的年老紳士。安娜的祖父曾經拯救過他的性命，因此以守護服侍安娜作為回報。當雁人不在時肩負起獨力保衛安娜的職責。

### 協助者
澤渡啓之
藍空醫科大學的醫生。在大學內有自己的研究室負責新世代筋電義手的研究與開發，在雁人的要求下以「和原來的手一樣能做出精密動作，並能抵擋麥格農子彈的射擊」為概念來製造，並透過其實戰資料和資金來繼續後續機型的開發。
希望通過對義手的研究能拯救更多人，也期待著雁人有天能回到光明的世界這邊來。對因為考慮雁人的復仇心而開發出了以殺傷力為主的「克倫威爾」之事頗為後悔。
「天使」
有著神祕氣息的美麗女性。實為能看穿他人隱私而引誘其自取滅亡的魔女。
雷雀兒·天宮·杭特
亞尼斯特·洛伊德
烏里耶魯
於《曉之盾》中登場。在雁人尋找「蝶」的過去而四處旅行時打電話給他並提供相關情報的謎之人物。
實際上是CIA的梯隊系統情報分析員，但礙於職責只能提供部分訊息且無法阻止事態發生而惹怒了雁人。曾委託雁人守護自己的女兒。後來也在雁人出事時找來幫手相助。
米基路．馬多尼亞
La Cosa Nostra的元老，安娜的外祖父。現在已半退出江湖，過去曾是讓人聞風喪膽的國際級黑道大老。
非常疼愛安娜，因此對過去資助了Gazer導致女兒身亡、外孫女被當成實驗品之事非常後悔，也因此與La Cosa Nostra內從事器官買賣的一方交惡。
因為年事已高，加上在組織中的地位大不如前，自知無力再守護安娜，於是將她托付給雁人照顧。
路索·亞路拉基
雁人在保鑣方面的師傅，前任的「AEGIS」。米基路．馬多尼亞的貼身保鑣，在保護組織重要人物的女兒時失手導致被保護對象遇害，暴怒的他因此破戒殺害了犯人，之後就此引退到了西西里島開了間餐廳當起廚師。
對想向「蝶」復仇的雁人進行了試煉，當他通過後開始教授他武術與保鑣的心得。在米基路委託保護安娜的事件中遭槍擊，最後感謝雁人讓他找回了過去的驕傲後逝世。

### 殺手
JESUS
傳說中的殺手。是七月鏡一和藤原芳秀合作的作品『JESUS』中的主角。在『闇之盾』故事的中盤開始再次登場。在『闇之盾』故事的後半則是做為楯的競爭對手。和楯以「最強的盾和矛」作為對比。愛槍和在『JESUS』的時候一樣是Colt Python（柯爾特蟒蛇左輪手槍）。而且在要解決目標時的關鍵台詞也依然存在。
出生於美國的貧民窟，也是孤兒們的領導者「J」。在遇到稱作「父親」的戰鬥師傅的人物之後進入了戰爭的世界。以從「父親」得到的姓再加上原本的名字合成的「J・鮑曼」來參加傭兵部隊「砂漠之兎（デザート・ラビッツ）」。之後砂漠之兎幫助中東的小國卡達斯對抗軍事獨裁政權以及民主化並得到勝利。「J」也將自己的驕傲和夢想託付在其中。但在之後因為國際的謀略的關係而被背叛，並將「J」的一切奪走。
「J」在「蝶」的策劃之下，以自己的手將將曾在砂漠之兎的夥伴給殺害，並且在背上被「蝶」刻上了十字架。在那之後「J」發誓要對於「蝶」和曾經背叛自己的人做出復仇。為了讓他們知道潛藏在黑暗的自己的存在，「J」以奪去夢想和驕傲的地獄「JESUS」之名自稱。（此故事（「砂漠之兎」死去和「JESUS」的誕生）收入在單行本第１６集『闇之盾 外傳』）
零
以位在新宿的酒吧「雁之巢」為據點的殺手。身材高瘦、滿臉鬍渣、總是戴著太陽眼鏡穿著大衣的男性。主要使用手槍和短刀當作武器，並利用自己的無痛症展開非人的攻勢，實力與雁人和JESUS相當。特徵是殺害目標時總會唸著「灰歸灰，塵歸塵，土歸土」的聖經部分字句。
在10歲左右父母遇害後就成了孤兒，於東西德時代拜私底下其實是暗殺者訓練師的魯道夫·卡曼為師，向他學習暗殺技術。在這期間因掩護了魯道夫的女兒瑪莉亞而頭部中彈，自此失去了痛覺、對溫度的感覺與味覺。
因為工作的緣故而與雁人多次對立，將所持觀點與自己完全相反、把殺人當成禁忌的雁人視為勁敵。隨著幾次交手後開始能理解對方，雖然彼此間的關係沒有改善，但還是有多次合作共鬥的情況出現。
橿原七瀬
酒吧「雁之巢」的老闆兼女調酒師。繼承了父親十藏的店與販賣情報的關係網的工作，做為零的經紀人替他尋找與承接工作。偶爾會委託保鑣去保護近乎走投無路的零。
野坂亞紀
来島千尋的親妹妹。和姊姊一樣有著坎坷的命運，在遇到被稱作「天使」的人物之後，和姊姊一樣學習到在同樣年紀相較之下的一流的戰鬥能力。她在女學園事件中，在對「天使」最後的挑戰中受到重傷，在被JESUS救過之後，選擇走向和姊姊不一樣的「殺手」之路，現在則是和JESUS一起行動。

### 日本警察
守渡陽子
所屬警視廳南新宿署生活安全課，性格非常堅強的一位女性警察，階級為巡査部長。在「闇之盾」中登場的時候，雖然對於楯的評價是「保護犯罪者的最爛人類」並積極的想要逮捕楯。但在之後聽到楯辭去警察並從事保鑣的工作的來龍去脈後。從對於楯的不諒解到開始慢慢開始理解楯、不久之後會因為透過搜查行動而和楯合作，並且便得會激勵楯。
被雁人認為是「最能信任的警察」。對雁人有些好感，安娜就曾因此感到不愉快。與千尋因某起事件而關係不錯。
米內星美
有如甲斐左右手的女刑警。搜查與行動力都很高。
很擔心為了追捕「蝶」而奮不顧身的甲斐。
火山律子
葛原

## 出版書籍
闇之盾
| 卷數 | 小學館         | 小學館                 | 長鴻出版社     | 長鴻出版社           |
| 卷數 | 發售日期       | ISBN                   | 發售日期       | EAN                  |
| ---- | -------------- | ---------------------- | -------------- | -------------------- |
| 1    | 2001年3月5日   | ISBN 4-09-152551-2     | 2002年2月21日  | EAN 471-0765-16423-2 |
| 2    | 2001年6月5日   | ISBN 4-09-152552-0     | 2002年10月24日 | EAN 471-0765-17050-9 |
| 3    | 2001年9月5日   | ISBN 4-09-152553-9     | 2002年10月31日 | EAN 471-0765-17092-9 |
| 4    | 2001年11月5日  | ISBN 4-09-152554-7     | 2002年12月3日  | EAN 471-0765-17106-3 |
| 5    | 2001年12月26日 | ISBN 4-09-152555-5     | 2002年12月31日 | EAN 471-0765-17157-5 |
| 6    | 2002年4月5日   | ISBN 4-09-152556-3     | 2003年5月22日  | EAN 471-0765-17611-2 |
| 7    | 2002年6月5日   | ISBN 4-09-152557-1     | 2003年9月29日  | EAN 471-0765-17830-7 |
| 8    | 2002年9月5日   | ISBN 4-09-152558-X     | 2003年11月10日 | EAN 471-0765-18044-7 |
| 9    | 2002年11月5日  | ISBN 4-09-152559-8     | 2004年3月10日  | EAN 471-0765-18262-5 |
| 10   | 2003年2月5日   | ISBN 4-09-152560-1     | 2004年4月23日  | EAN 471-0765-18429-2 |
| 11   | 2003年4月5日   | ISBN 4-09-153021-4     | 2005年6月9日   | EAN 471-0765-19493-2 |
| 12   | 2003年7月5日   | ISBN 4-09-153022-2     | 2005年7月22日  | EAN 471-0765-19687-5 |
| 13   | 2003年9月5日   | ISBN 4-09-153023-0     | 2006年5月8日   | EAN 471-0765-20417-4 |
| 14   | 2003年12月5日  | ISBN 4-09-153024-9     | 2006年8月10日  | EAN 471-0765-20526-3 |
| 15   | 2004年3月5日   | ISBN 4-09-153025-7     | 2006年10月17日 | EAN 471-0765-20839-4 |
| 16   | 2004年6月4日   | ISBN 4-09-153026-5     | 2006年12月23日 | EAN 471-0765-21045-8 |
| 17   | 2004年9月3日   | ISBN 4-09-153027-3     | 2007年4月20日  | EAN 471-0765-21327-5 |
| 18   | 2004年12月3日  | ISBN 4-09-153028-1     | 2007年5月30日  | EAN 471-0765-21462-3 |
| 19   | 2005年3月4日   | ISBN 4-09-153029-X     | 2007年8月10日  | EAN 471-0765-21616-0 |
| 20   | 2005年6月3日   | ISBN 4-09-153030-3     | 2007年9月1日   | EAN 471-0765-21618-4 |
| 21   | 2005年10月5日  | ISBN 4-09-153251-9     | 2008年5月27日  | EAN 471-2805-82391-8 |
| 22   | 2005年12月27日 | ISBN 4-09-151010-8     | 2008年6月13日  | EAN 471-2805-82470-0 |
| 23   | 2006年4月5日   | ISBN 4-09-151072-8     | 2008年8月9日   | EAN 471-2805-82616-2 |
| 24   | 2006年7月5日   | ISBN 4-09-151096-5     | 2008年9月5日   | EAN 471-2805-82672-8 |
| 25   | 2006年10月5日  | ISBN 4-09-151124-4     | 2009年1月22日  | EAN 471-1552-44007-2 |
| 26   | 2007年1月4日   | ISBN 978-4-09-151155-3 | 2009年9月23日  | EAN 471-1552-44582-4 |

曉之盾
| 卷數 | 小學館         | 小學館                 | 長鴻出版社     | 長鴻出版社           |
| 卷數 | 發售日期       | ISBN                   | 發售日期       | EAN                  |
| ---- | -------------- | ---------------------- | -------------- | -------------------- |
| 1    | 2008年2月5日   | ISBN 978-4-09-151284-0 | 2010年10月13日 | EAN 471-3469-35459-6 |
| 2    | 2008年4月4日   | ISBN 978-4-09-151320-5 | 2010年10月20日 | EAN 471-3469-35460-2 |
| 3    | 2008年7月4日   | ISBN 978-4-09-151363-2 | 2010年12月28日 | EAN 471-3469-35684-2 |
| 4    | 2008年9月5日   | ISBN 978-4-09-151386-1 | 2011年3月30日  | EAN 471-3469-35958-4 |
| 5    | 2008年12月26日 | ISBN 978-4-09-151412-7 | 2011年6月28日  | EAN 471-6814-19097-9 |
| 6    | 2009年2月27日  | ISBN 978-4-09-151420-2 | 2011年8月22日  | EAN 471-6814-19325-3 |

## 合作
與同樣擁有相似世界觀的作品直至死亡將我們分開（高樹宙原作、DOUBLE-S作畫）展開共同合作，闇之盾系列人物將會在直至死亡將我們分開與JESUS 砂塵航路中登場。